# Chilișeni, Suceava
Chilișeni (germană Chiliszeny) este un sat în comuna Udești din județul Suceava, Bucovina, România.
Este cea mai estică localitate a Bucovinei, iar până în 1918 a fost cea mai estică localitate a Austriei din cadrul Imperiului Austro-Ungar.

## Recensământul din 1930
Componența etnică a satului Chilișeni
     Români (98,5%)
     Germani (1%)
     Polonezi (0,5%)
Componența confesională a satului Chilișeni
     Ortodocși (99%)
     Evanghelici\Luterani (0,6%)
     Romano-catolici (0,4%)
Conform recensământului efectuat în 1930, populația satului Chilișeni se ridica la 403 locuitori. Majoritatea locuitorilor erau români (98,5%), cu o minoritate de germani (1,0%) și una de polonezi (0,5%). Din punct de vedere confesional, majoritatea locuitorilor erau ortodocși (99,0%), dar existau și minorități de evanghelici\luterani (0,6%) și romano-catolici (0,4%).